# 20 février 1990
Le mardi 20 février 1990 est le 51e jour de l'année 1990.

## Naissances
- Abdellatif Noussir, footballeur marocain
- Abdoul Razzagui Camara, joueur de football guinéen
- Amanda Bingson, athlète américaine, spécialiste du lancer du marteau
- Anjli Mohindra, actrice britannique
- Ciro Immobile, footballeur italien
- Fabrício Silva Dornellas, joueur de football brésilien
- Flávia Kuchenbecker, volleyeuse brésilienne
- Grzegorz Drejgier, cycliste polonais
- Jonas Wohlfarth-Bottermann, joueur de basket-ball allemand
- Markus Dürager, skieur alpin autrichien
- Michalis Manias, footballeur grec
- Mickaël Ivaldi, joueur de rugby
- Ottman Abou Azaitar, pratiquant de MMA germano-marocain
- Selim Yaşar, lutteur turc
- Sierra Noble, auteure-compositrice-interprète canadienne
- Vítor Benite, joueur de basket-ball brésilien

## Décès
- Harry Klinefelter (né le 20 mars 1912), médecin américain

## Événements
- Découverte des astéroïdes (4505) Okamura, (5403) Takachiho, (5436) Eumélos et (6779) Perrine